# Euphorbia duseimata
Euphorbia duseimata R.A.Dyer es una especie fanerógama  perteneciente a la familia de las euforbiáceas. Es endémica de Sudáfrica en la (Provincia de Limpopo) y Botsuana.

## Descripción
Es un arbusto enano suculento y perennifolio que alcanza los 30 cm de altura.
Euphorbia duseimata es un tipo de Euphorbia medusa, estrechamente relacionada con Euphorbia fusca. 

## Taxonomía
Euphorbia duseimata fue descrita por Robert Allen Dyer y publicado en Flowering Plants of South Africa 14: 530. 1934.
Etimología
Euphorbia: nombre genérico que deriva del médico griego del rey Juba II de Mauritania (52 a 50 a. C. - 23), Euphorbus, en su honor – o en alusión a su gran vientre –  ya que usaba médicamente Euphorbia resinifera. En 1753 Carlos Linneo asignó el nombre a todo el género.
duseimata: epíteto